# Rashelapso durantoni
Rashelapso durantoni is een keversoort uit de familie van de boktorren (Cerambycidae). De wetenschappelijke naam van de soort werd voor het eerst geldig gepubliceerd in 2004 door Peñaherrera & Tavakilian.